# Silnice III/29011
Silnice III/29011 je silniční komunikace třetí třídy ve Frýdlantském výběžku na severu České republiky. Spojuje Raspenavu s Novým Městem pod Smrkem. V raspenavské části Luh u tamního mostu přes řeku Smědou odbočuje severním směrem ze silnice II/290. Následně se stáčí k severovýchodu a po jižní straně míjí muniční sklad u Hajniště. Poté ze západu vstupuje do Ludvíkova pod Smrkem. Zde je křižována silnicí III/29015 a pokračuje dále přecházeje po mostě Ztracený potok a dále severovýchodním směrem k Novému Městu pod Smrkem. V něm tvoří Ludvíkovskou ulici a na její křižovatce se silnicí II/291, která v těchto místech tvoří Celní ulici, končí. Po dobu, kdy muniční sklad využívala armáda, byla silnice mezi Raspenavou a Ludvíkovem pod Smrkem uzavřená.